# Maria Cristina de Bourbon-Duas Sicílias
Maria Cristina de Bourbon (Maria Cristina Carolina Pia di Borbone, principessa delle Due Sicilie; Cannes, 10 de abril de 1877 — Sankt Gilgen, 4 de outubro de 1947) foi uma Princesa das Duas Sicílias. Ela foi Grã-Duquesa Titular da Toscana, e Arquiduquesa da Áustria como esposa do Arquiduque Pedro Fernando da Áustria.

## Família
Maria Cristina foi a segunda filha e quinta criança nascida de Afonso, Conde de Caserta e de Maria Antonieta de Bourbon-Duas Sicílias.
Os seus avós paternos foram o rei Fernando II das Duas Sicílias e Maria Teresa da Áustria, bisneta da imperatriz Maria Teresa da Áustria e de seu marido, Francisco I do Sacro Império Romano-Germânico. Os seus avós maternos foram Francisco, Conde de Trápani e Maria Isabel da Áustria-Toscana, que era trisneta de Maria Teresa da Áustria e Francisco I.
Entre seus vários irmãos, estavam: Carlos, marido de Mercedes, Princesa das Astúrias e depois de Luísa de Orléans, Maria Imaculada, esposa de João Jorge da Saxónia, Maria Pia, esposa de Luís de Orléans e Bragança, neto do imperador Pedro II do Brasil, etc.

## Biografia
Em 8 de novembro de 1900, na Vila Marie-Thérèse na cidade francesa de Cannes, Maria Cristina se casou com seu primo distante, Pedro Fernando da Áustria, que também era descendente de Maria Teresa e Francisco I por via paterna e materna. Ele era filho do grão-duque Fernando IV da Toscana e de Alice de Bourbon-Parma. As testemunhas do casamento por parte de Pedro Fernando foram os príncipes Leopoldo Fernando de Áustria-Toscana, residente em Przemyśl, e José Fernando da Áustria, residente em Salzburgo, ambos irmãos do noivo, e da parte de Maria Cristina, foram Roberto I, Duque de Parma, tio da noiva, residente em Schwarzgau, e o príncipe Fernando Pio de Bourbon-Duas Sicílias, Duque de Castro e Calábria, residente em Cannes, irmão da noiva.  
Eles tiveram quatro filhos juntos, dois homens e duas mulheres.
A grã-duquesa faleceu em 4 de outubro de 1947, aos 70 anos de idade, e seu viúvo, faleceu um pouco mais de um ano depois, em 8 de novembro de 1948, aos 74 anos. Os dois foram enterrados no Cemitério de Sankt Gilgen. 

## Descendência
- Godofredo da Áustria (14 de março de 1902 – 21 de janeiro de 1984), assumiu o título do pai apesar da abdicação de seu avô, Fernando IV da Toscana, em 1870. Foi marido da princesa Doroteia Teresa Maria da Baviera, com quem teve quatro filhos;
- Helena da Áustria (30 de outubro de 1903 – 8 de setembro de 1924), foi a primeira esposa de Filipe Alberto, Duque Hereditário de Württemberg, com quem teve uma filha, Maria Cristina;
- Jorge da Áustria (22 de agosto de 1905 – 21 de março de 1952), foi marido da condessa Maria Valéria de Waldburg-Zeil-Hohenems, com quem teve nove filhos;
- Rosa da Áustria (22 de setembro de 1906 – 17 de setembro de 1983), foi esposa do viúvo de sua irmã, Helena, o duque Filipe Alberto, com quem teve seis filhos.

## Honras
- Casa de Habsburgo: Dama da Ordem da Cruz Estrelada